# Scott Glenn

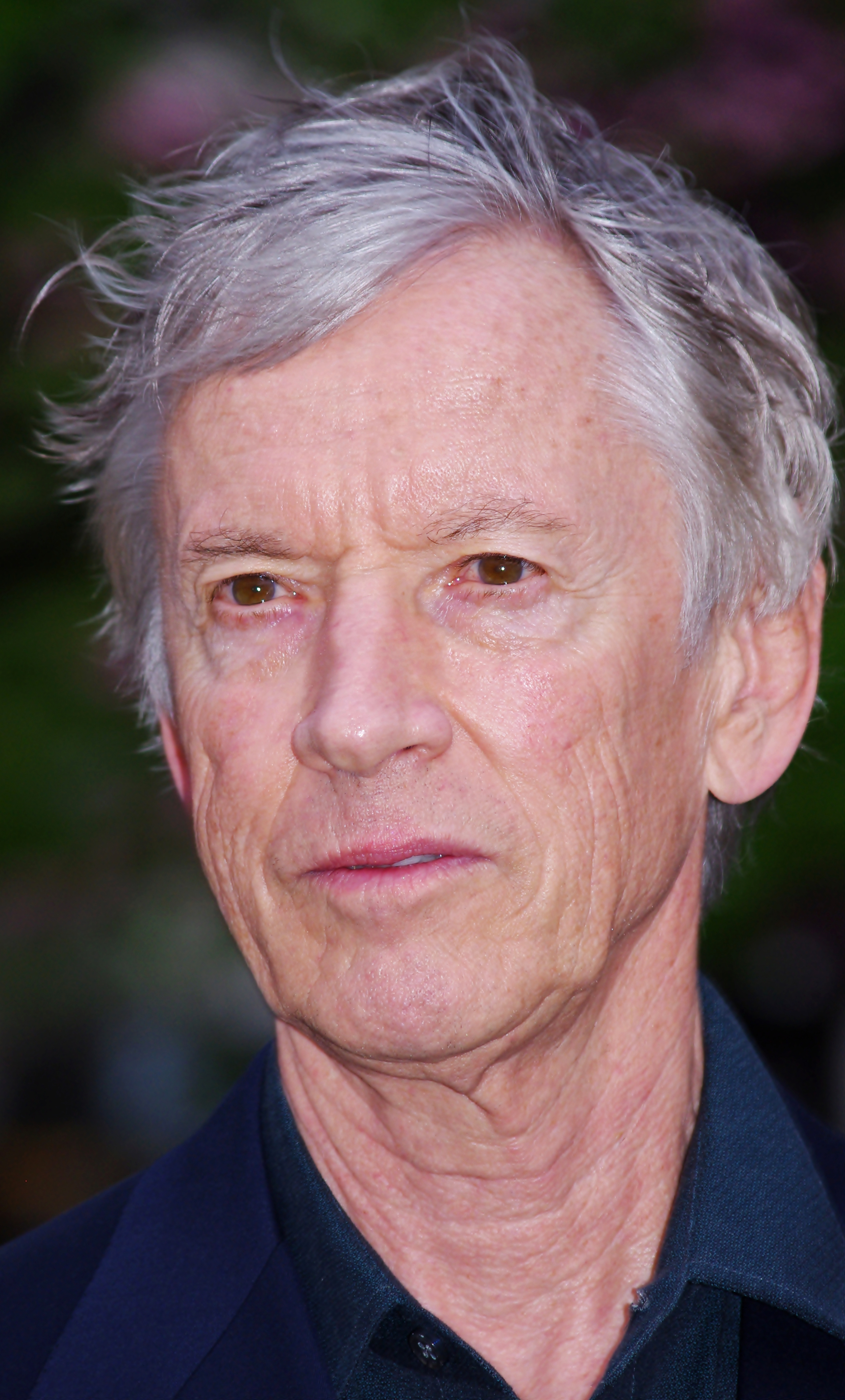
Scott Glenn (2011)

Theodore Scott Glenn (* 26. Januar 1941 (?) in Pittsburgh, Pennsylvania) ist ein US-amerikanischer Schauspieler.

## Leben
Glenn studierte am William and Mary College und diente drei Jahre bei den US-Marines. Einige Monate arbeitete er als Reporter für die Zeitung Kenosha Daily Tribune. Im Jahr 1966 zog er nach New York und spielte im La MaMa Experimental Theatre, seit 1968 im The Actors Studio.
Glenn übernahm ab Mitte der 1960er-Jahre kleinere Fernsehrollen und debütierte als Filmschauspieler 1970 im Film 100 Dollar mehr, wenn’s ein Junge wird. Er zog nach Los Angeles und spielte später an einem Theater in Seattle. Erstmals in einem hochkarätigen Film konnte er 1975 in Robert Altmans Nashville auf sich aufmerksam machen, in dem er einen Soldaten verkörperte. 1979 agierte er in einer Nebenrolle als desertierter Offizier in Apocalypse Now von Francis Ford Coppola. Seinen Bekanntheitsgrad steigerte er in den frühen 1980er-Jahren mit einer Schurkenrolle neben John Travolta in Urban Cowboy (1980) und als Astronaut Alan Shepard in dem erfolgreichen Der Stoff, aus dem die Helden sind (1983).
Glenn wurde besonders oft in Western, Actionfilmen und Thrillern eingesetzt, zumal ihn in vielen Rollen eine strenge Aura umgab. So spielte er im Spionagefilm Jagd auf Roter Oktober (1990) neben Sean Connery und Alec Baldwin einen amerikanischen Marineoffizier und in dem Psychothriller Das Schweigen der Lämmer (1991) neben Jodie Foster deren Vorgesetzten Jack Crawford. Weitere bekannte Kinorollen übernahm er in Absolute Power (1997) an der Seite von Clint Eastwood und Gene Hackman und in Training Day (2001) neben Denzel Washington und Ethan Hawke. In Das Bourne Ultimatum (2007) und Das Bourne Vermächtnis (2012) verkörperte er den CIA-Direktor Ezra Kramer. 2008 war er ursprünglich für die Rolle des Clay Morrow in der FX-Serie Sons of Anarchy vorgesehen, wurde dann jedoch trotz bereits abgedrehter Pilot-Folge durch Ron Perlman ersetzt. Dies ist auch in einer Szene der Pilot-Folge zu erkennen, da er eine deutlich schmalere Statur besitzt als Perlman. Während er in Blockbustern meistens auf Nebenrollen beschränkt blieb, war er in einigen B-Movies und Fernsehfilmen auch selbst der Hauptdarsteller. Im US-Fernsehen spielte Glenn unter anderem regelmäßige Rollen als Kevin Garvey senior in The Leftovers und als Marvel-Comicfigur Stick in den Serien Marvel’s Daredevil und Marvel’s The Defenders.
Glenn ist seit 1967 mit der Künstlerin Carol Schwartz verheiratet und hat zwei Kinder.

## Filmografie (Auswahl)
- 1965: The Patty Duke Show (Fernsehserie, 2 Folgen)
- 1967: Heiße Spuren (N.Y.P.D.; Fernsehserie, 1 Folge)
- 1969: The Edge of the Night (Fernsehserie, 3 Folgen)
- 1970: 100 Dollar mehr, wenn’s ein Junge wird (The Baby Maker)
- 1971: Angels Hard as They Come
- 1971: Die jungen Anwälte (The Young Lawyers; Fernsehserie, 1 Folge)
- 1971/1973: Der Chef (Ironside; Fernsehserie, 2 Folgen)
- 1973: Hex – Dimensionen der Furcht (Hex)
- 1975: Nashville
- 1975: Baretta (Fernsehserie, Folge A Bite of the Apple)
- 1976: Mach ein Kreuz und fahr zur Hölle (Fighting Mad)
- 1979: Apocalypse Now
- 1979: The Party is over… Die Fortsetzung von American Graffiti (More American Graffiti)
- 1980: Urban Cowboy
- 1981: 2 Mädchen und die Doolin Bande (Cattle Annie)
- 1982: Wenn er in die Hölle will, laß ihn gehen (The Challenge)
- 1983: Der Stoff, aus dem die Helden sind (The Right Stuff)
- 1983: Die unheimliche Macht (The Keep)
- 1984: Menschen am Fluß (The River)
- 1985: Wildgänse 2 (Wild Geese II)
- 1985: Silverado
- 1987: Verne Miller – Staatsfeind Nr. 1 (The Verne Miller Story)
- 1987: Mann unter Feuer (Man on Fire)
- 1988: Saigon – Der Tod kennt kein Gesetz (Off Limits)
- 1989: Miss Firecracker
- 1990: Jagd auf Roter Oktober (The Hunt for Red October)
- 1991: Backdraft – Männer, die durchs Feuer gehen (Backdraft)
- 1991: Das Schweigen der Lämmer (The Silence of the Lambs)
- 1992: Extreme Justice
- 1992: Shadow Hunter
- 1992: The Player
- 1993: In Cold Blood
- 1994: Past Tense – Abgründe der Leidenschaft (Past Tense, Fernsehfilm)
- 1995: Pecos Bill – Ein unglaubliches Abenteuer im Wilden Westen (Tall Tale)
- 1995: Night of the Running Man
- 1996: Carla’s Song
- 1996: Mut zur Wahrheit (Courage Under Fire)
- 1997: Absolute Power
- 1998: Firestorm – Brennendes Inferno (Firestorm)
- 1998: NY – Streets of Death (Naked City: A Killer Christmas, Fernsehfilm)
- 1998: Naked City – Justice with a Bullet (Naked City: Justice with a Bullet, Fernsehfilm)
- 1999: The Virgin Suicides
- 2000: Vertical Limit
- 2001: Schiffsmeldungen (The Shipping News)
- 2001: Army Go Home! (Buffalo Soldiers)
- 2001: Training Day
- 2004: Puerto Vallarta Squeeze
- 2005: Der Ehrenkodex (The Code Breakers, Fernsehfilm)
- 2007: Freedom Writers
- 2007: Das Bourne Ultimatum (The Bourne Ultimatum)
- 2008: Monk (Fernsehserie, Folge Mr. Monk wird gejagt Teil 1+2)
- 2008: Surfer, Dude
- 2008: Das Lächeln der Sterne (Nights in Rodanthe)
- 2008: W. – Ein missverstandenes Leben (W.)
- 2010: Secretariat – Ein Pferd wird zur Legende (Secretariat)
- 2011: Sucker Punch
- 2012: The Paperboy
- 2012: Das Bourne Vermächtnis (The Bourne Legacy)
- 2014–2017: The Leftovers (Fernsehserie, 12 Folgen)
- 2014: The Barber
- 2015: Red Machine – Hunt or Be Hunted (Into the Grizzly Maze)
- 2015–2016: Marvel’s Daredevil (Fernsehserie, 5 Episoden)
- 2017: Marvel’s The Defenders (Fernsehserie, 6 Episoden)
- 2018: Castle Rock (Fernsehserie, 8 Episoden)
- 2020: Greenland
- 2025: The White Lotus (Fernsehserie)